# بیر اتیوپی
بیر اتیوپی (به انگلیسی: Ethiopian birr) با کد ایزوی ETB، یکای پول رایج در کشور اتیوپی است. مسئولیت کنترل این یکای پول برعهدهٔ بانک ملی اتیوپی قرار دارد.